# Itaipulândia
Itaipulândia là một đô thị thuộc bang Paraná, Brasil. Đô thị này có diện tích 336,173 km², dân số năm 2007 là 9122 người, mật độ 26,2 người/km².